# Kajran (distrito)
Kajran ou Kujran, antigamente conhecida como Kirjan, é um distrito da província de Daikondi no Afeganistão. Foi transferido da província de Uruzgan em 2004.